# Amy Poehler
Amy Meredith Poehler (AFI: [ˈpoʊlər]; Burlington, Massachusetts, 16 de setembro de 1971) é uma atriz, comediante, produtora e roteirista norte-americana. Amy iniciou a sua carreira no teatro de improvisação em Chicago e, mais tarde, em Nova Iorque. Foi uma das fundadoras do grupo de teatro Upright Citizens Brigade.
Ficou célebre por ter feito parte do elenco do programa de televisão Saturday Night Live da NBC de 2001 a 2008. Durante a sua participação no programa foi nomeada para os prémios Emmy duas vezes. Em 2016 ganhou o Emmy de Atriz Convidada em Comédia junto com Tina Fey, pelo episódio de Saturday Night Live que as duas apresentaram em 2015, sendo a primeira dupla a ganhar um Emmy por atuação.
Depois da sua saída do Saturday Night Live, Amy protagonizou a série Parks and Recreation entre 2009 e 2015 no papel de Leslie Knope. Este papel valeu-lhe o Globo de Ouro na categoria de Melhor Atriz numa Série de Comédia em 2014.
No cinema destacou-se em filmes como Mean Girls, Baby Mama, Sisters e Inside Out.
Amy tem ascendência alemã, iraniana, portuguesa e britânica.

## Primeiros anos
Amy Poehler nasceu em Newton, no Estado do Massachusetts, filha de dois professores, Eileen e William Poehler. Tem um irmão mais novo, Greg Poehler, que é ator e produtor. Amy cresceu em Burlington e terminou os estudos no liceu local em 1989.
No ano seguinte foi estudar para a Boston College, onde completou uma licenciatura em Comunicação Social em 1993. Enquanto estudava na universidade, juntou-se ao grupo de improviso My Mother's Fleabag.
Depois de terminar a universidade, Amy mudou-se para Chicago, onde estudou teatro de improviso com o grupo Second City. Foi aí conheceu a amiga de longa data e colaboradora Tina Fey.

## Carreira

### Upright Citizens Brigade
Amy foi colega de Matt Besser enquanto estudava teatro de improviso em Chicago, orientada por Del Close e Charna Halpern. Os dois juntaram-se a Ian Roberts e Matt Walsh e fundaram o grupo de improviso Upright Citizens Brigade (UCB). O grupo trabalhou em Chicago durante algum tempo antes de se mudar para Nova Iorque em 1996. Assim que chegaram à nova cidade, conseguiram um trabalho na televisão no programa Late Night with Conan O'Brien.
O grupo conseguiu um programa em nome próprio no canal Comedy Central em 1998. Durante a segunda temporada do programa, o grupo abriu um centro de formação em Nova Iorque onde também apresentava espetáculos sete noites por semana. No verão de 2000, a Comedy Central cancelou o programa do grupo depois de três temporadas. No entanto, o UCB Theater continua ativo e os quatro membros originais ainda apresentam espetáculos ocasionalmente em Nova Iorque e em Los Angeles.

### Saturday Night Live

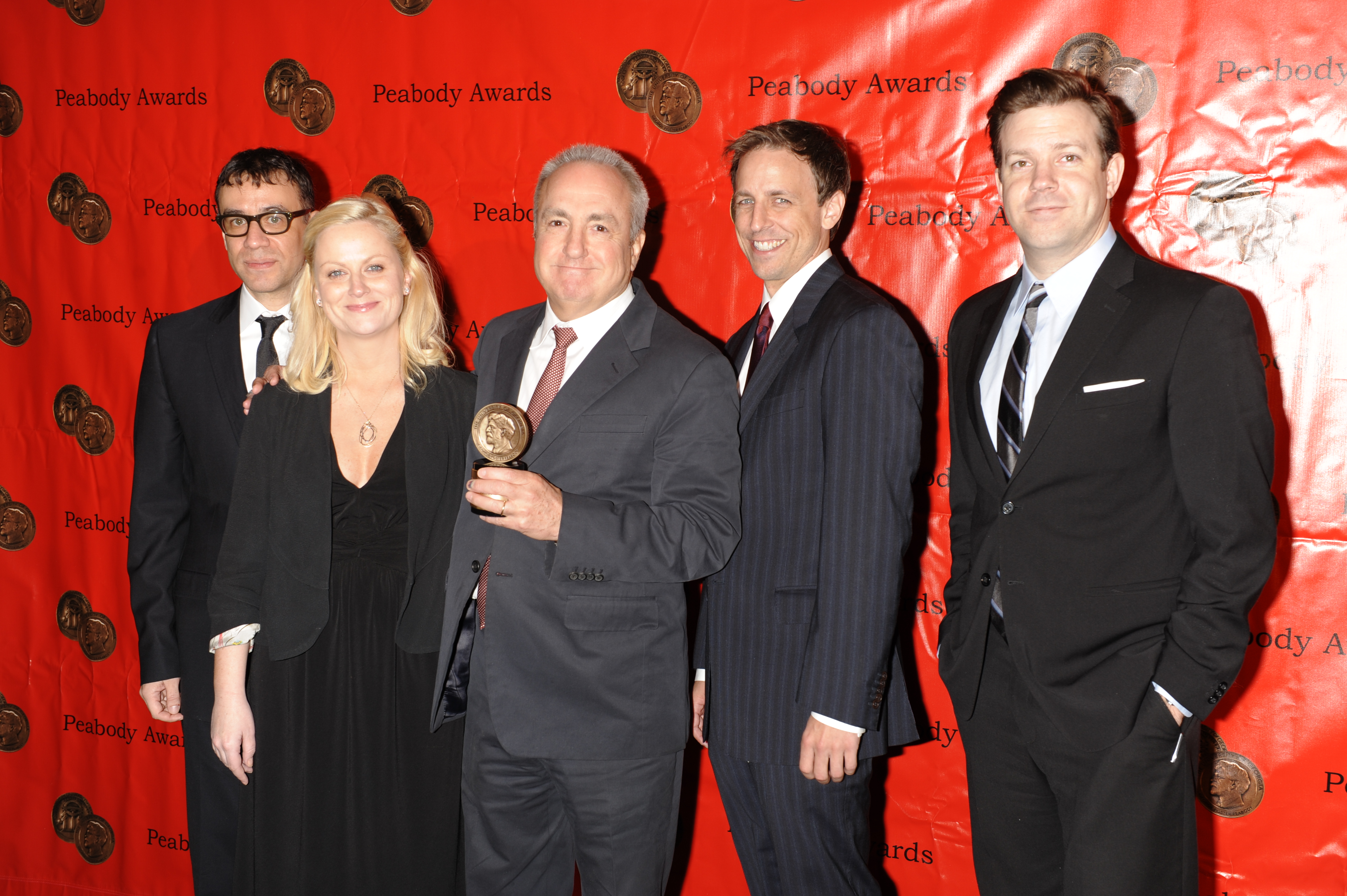
Amy Poehler com Lorne Michaels (o criador de Saturday Night Live) e alguns dos membros do elenco do programa em 2008.

Amy juntou-se ao elenco do programa Saturday Night Live na temporada de 2001/2002. A sua estreia foi no primeiro episódio do programa transmitido após os ataques terroristas de 11 de setembro de 2001 que contou com a participação especial do mayor de Nova Iorque, Rudy Giuliani. Amy passou a integrar o elenco principal ainda na sua primeira temporada, tornando-se apenas na terceira pessoa a consegui-lo (depois de Harry Shearer e Eddie Murphy).
A partir da temporada de 2004/2005, Amy começou a apresentar o segmento "Weekend Update" com Tina Fey, substituindo Jimmy Fallon. Quando Tina Fey deixou o elenco do programa na temporada de 2005/2006 para se dedicar à série 30 Rock, Seth Meyers passou a apresentar o segmento com ela. Em 2008, Amy foi nomeada para o Emmy do Primetime de Melhor Atriz Secundária numa Série de Comédia, tornando-se no primeiro membro do elenco de Saturday Night Live a conseguir a distinção pelo trabalho no programa. Amy voltou a ser nomeada nesta categoria em 2009 em grande parte graças à popularidade da sua imitação de Hillary Clinton no seguimento das eleições presidenciais de 2008.
Em setembro de 2008, a NBC anunciou que Amy ia deixar o programa Saturday Night Live antes do final do ano devido ao nascimento do seu primeiro filho. O último programa de Amy foi transmitido em novembro de 2008, mas a atriz já regressou várias vezes para retomar a sua imitação de Hillary Clinton e como apresentadora a solo em 2010 e em conjunto com Tina Fey em 2015.[carece de fontes?] O programa apresentado por Amy Poehler e Tina Fey valeu-lhes um Emmy em 2016, a primeira vez que o prémio foi atribuído a uma dupla.

### Parks and Recreation

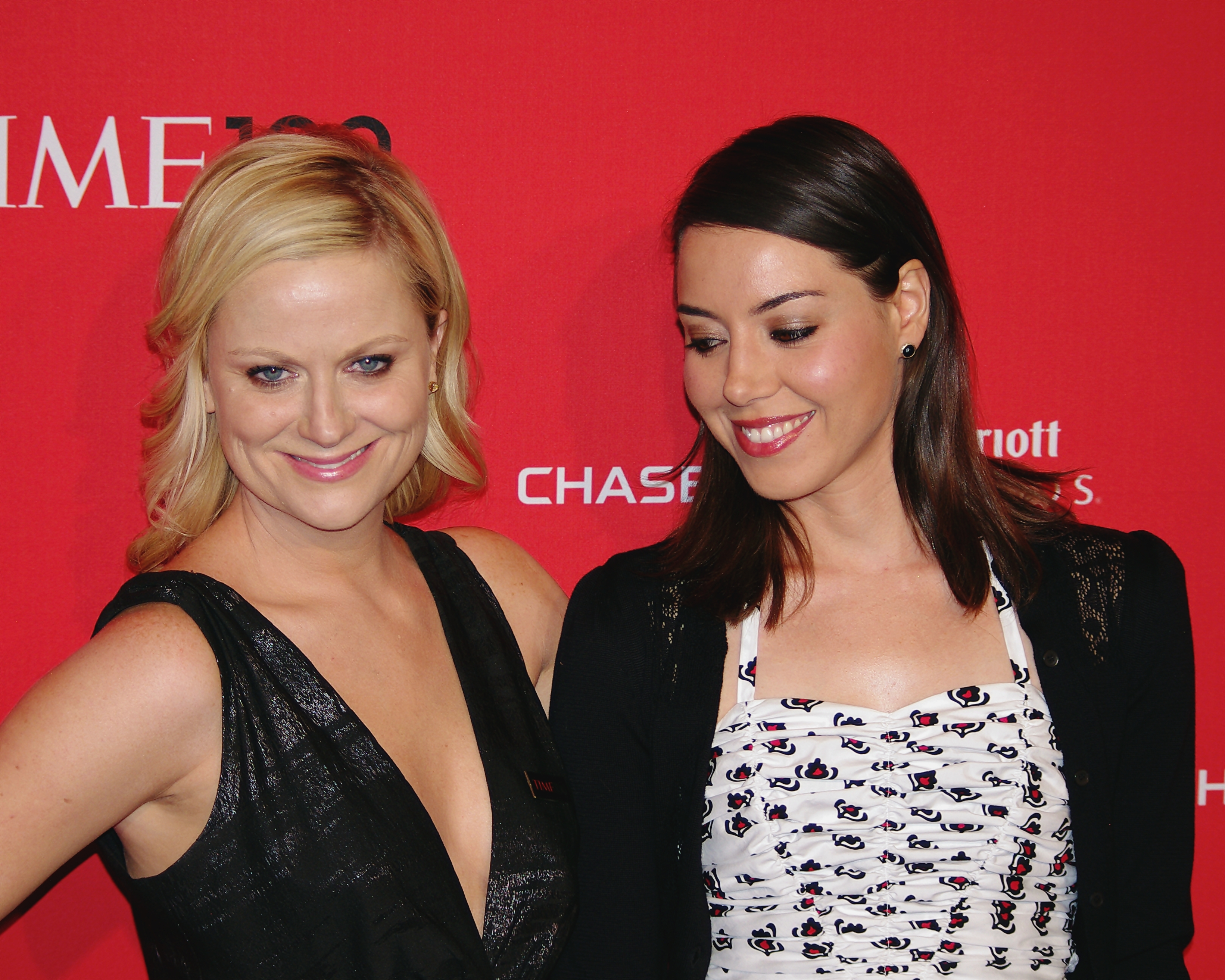
Amy Poehler e Aubrey Plaza

Em julho de 2008, a NBC anunciou que Amy Poehler seria a protagonista de uma nova série de comédia escrita por Greg Daniels e Mike Schur. Parks and Recreation estreou em 9 de abril de 2009. Na série, Amy interpreta o papel de Leslie Knope, a sub-diretora do departamento de parques e recreação da cidade fictícia de Pawnee, no Indiana. A série foi filmada no mesmo estilo de The Office, que era transmitida na mesma noite: uma espécie de documentário fictício cómico sobre o dia-a-dia dos vários funcionários do departamento de parques e recreação. Para além de Amy Poehler, o elenco contava ainda com Aziz Ansari, Rashida Jones, Chris Pratt, Aubrey Plaza, Paul Schneider, Nick Offerman, e, a partir do final da segunda temporada, Adam Scott, e Rob Lowe.
Apesar de a primeira temporada da série ter recebido críticas mistas, as restantes temporadas foram bem recebidas e Amy venceu um Globo de Ouro na categoria de Melhor Atriz numa Série de Comédia ou Musical em 2014, para além de mais duas nomeações na mesma categoria em 2012 e 2013. Foi ainda nomeada para os prémios Emmy seis vezes por este papel, na categoria de Melhor Atriz Principal em uma Série de Comédia.
Para além de protagonizar a série, Poehler escreveu quatro episódios ("Telethon", "The Fight", "The Debate", e "One Last Ride", este último em colaboração com Michael Schur) e realizou três ("The Debate", "Article Two" e "Gryzzlbox"). Em 2012, foi nomeada para os Emmy na categoria de Melhor Roteiro numa Série de Comédia pelo episódio "The Debate".
Em 2011, a série venceu um prémio Peabody por "desenvolver um meio hilariante de explorar o lado bom da democracia americana numa época em que esse lado raramente é retratado".

### Carreira no cinema e outros trabalhos

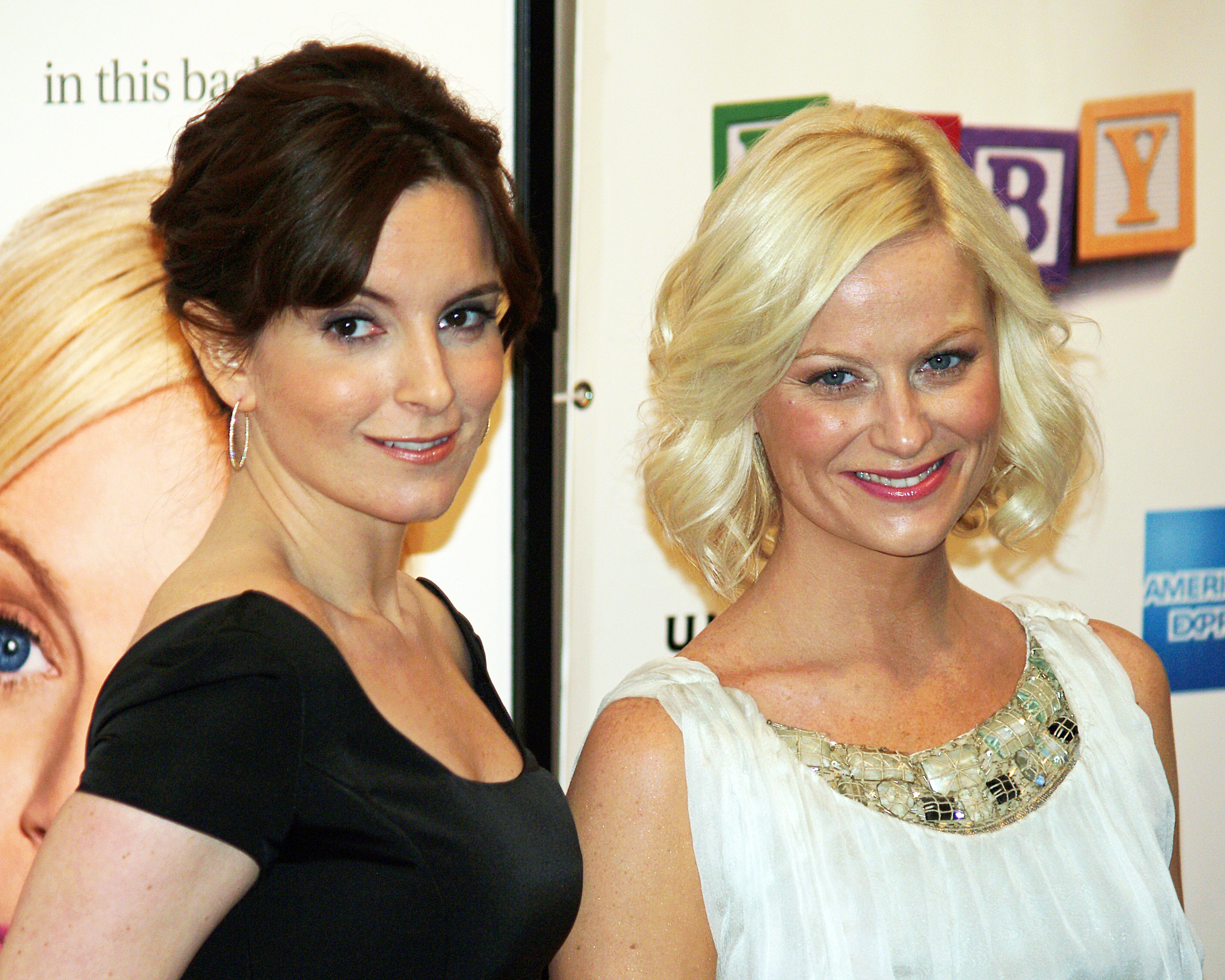
Amy Poehler e Tina Fey na estreia do filme Baby Mama em 2008.

Amy Poehler participou nos filmes Baby Mama, Sisters, Mean Girls, Deuce Bigalow: Male Gigolo, Tenacious D in The Pick of Destiny, Blades of Glory, Envy, Shrek the Third, Mr. Woodcock, and Hamlet 2. Em 2015 fez a voz da personagem Alegria no filme de animação da Pixar, Inside Out que venceu o Óscar de Melhor Filme de Animação em 2016. Em 2015 foi ainda uma das protagonistas da série de comédia Wet Hot American Summer transmitida pelo serviço de streaming, Netflix.
Em setembro de 2008, Amy e duas amigas, Meredith Walker e Amy Miles, começaram a produzir a série digital Smart Girls at the Party. A série foi distribuída pela ON Networks. Em cada episódio, Amy entrevista uma jovem com um "talento ou ponto de vista único e interesse em ajudar a sua comunidade". A série teve duas temporadas transmitidas em 2008 e 2012. Atualmente o projeto chama-se Amy Poehler's Smart Girls e consiste numa organização dedicada a ajudar jovens a serem elas próprias.
Em 2011, Amy foi considerada uma das 100 pessoas mais influentes do mundo pela revista Time.
Amy Poehler e Tina Fey foram anfitriãs da cerimónia dos Globos de Ouro pela primeira vez em 2013. Apesar de o seu desempenho ter sido bastante elogiado, a cantoria Taylor Swift não gostou de uma piada sobre ela e respondeu com uma citação de Madeleine Albright: "Existe um lugar especial no inferno para as mulheres que não ajudam outras mulheres". Amy Poehler respondeu ao comentário de Taylor Swift de forma humorística numa entrevista à revista Vanity Fair onde concordou que ia para o inferno, mas "por outros motivos".
Depois do sucesso do seu desempenho nos Globos de Ouro, Amy Poehler e Tina Fey assinaram um contrato para voltar a apresentar a cerimónia, regresando para a mesma em 2014 e 2015
Em outubro de 2014, foi publicado o primeiro livro de Amy Poehler, intitulado Yes Please. O livro é uma autobiografia e inclui conselhos sobre imagem corporal, maternidade e as limitações da aparência física.

## Vida pessoal
Amy namorou com o ator e comediante Matt Besser durante a década de 1990. Em 29 de agosto de 2003, casou-se com o ator Will Arnett. Os dois trabalharam juntos várias vezes: Amy interpretou o papel de mulher da personagem de Will Arnett, Gob Bluth em alguns episódios da série Arrested Development; em 2007 interpretaram uma dupla de irmãos patinistas com uma relação quase incestuosa no filme Blades of Glory e trabalharam juntos em filmes como Horton Hears a Who!, On Broadway, Spring Breakdown e Monsters vs. Aliens. Will Arnett também fez uma participação especial na série Parks and Recreation.
Amy Poehler e Will Arnett têm dois filhos: Archie (n. outubro 2008) e Abel (n. agosto 2010). Os dois anunciaram que se iam separar em setembro de 2012. O divórcio foi finalizado em julho de 2016.

## Filmografia

### Cinema
| Ano  | Título                                  | Papel                                  | Notas                                          |
| ---- | --------------------------------------- | -------------------------------------- | ---------------------------------------------- |
| 1998 | Tomorrow Night                          | Mulher sendo pulverizada por mangueira | [ 35 ]                                         |
| 1998 | Saving Manhattan                        | Kirsten                                |                                                |
| 1999 | Deuce Bigalow: Male Gigolo              | Ruth                                   |                                                |
| 2000 | Zoe Loses It                            | Pink                                   | Curta-metragem                                 |
| 2001 | Wet Hot American Summer                 | Susie                                  |                                                |
| 2002 | Martin & Orloff                         | Patty                                  |                                                |
| 2004 | Mean Girls                              | Sra. June George                       |                                                |
| 2004 | Envy                                    | Natalie Vanderpark                     |                                                |
| 2004 | Wake Up, Ron Burgundy: The Lost Movie   | Caixa do banco                         | Filme lançado diretamente em mídia doméstica   |
| 2006 | Southland Tales                         | Veronica Mung/Dream                    |                                                |
| 2006 | Man of the Year                         | Ela mesma                              | Cameo                                          |
| 2006 | Tenacious D in The Pick of Destiny      | Truck Stop Waitress                    |                                                |
| 2006 | The Ex                                  | Carol Lane                             |                                                |
| 2007 | Blades of Glory                         | Fairchild Van Waldenberg               |                                                |
| 2007 | On Broadway                             | Farrah                                 |                                                |
| 2007 | Shrek the Third                         | Branca de Neve (voz)                   |                                                |
| 2007 | Shortcut to Happiness                   | Molly Gilchrest                        |                                                |
| 2007 | Mr. Woodcock                            | Maggie Hoffman                         |                                                |
| 2007 | Girl Missing                            | Vikki                                  | Filme lançado diretamente em mídia doméstica   |
| 2007 | Wild Girls Gone                         | Doreen                                 | Também escritora e produtora                   |
| 2008 | Horton Hears a Who!                     | Sally O'Malley (voz)                   |                                                |
| 2008 | Baby Mama                               | Angie Ostrowski                        |                                                |
| 2008 | Hamlet 2                                | Cricket Feldstein                      |                                                |
| 2009 | Monsters vs. Aliens                     | Computador de Gallaxhar (voz)          |                                                |
| 2009 | Spring Breakdown                        | Gayle                                  |                                                |
| 2009 | The Mystery of Claywoman                | Celeste Dupree                         | Curta-metragem                                 |
| 2009 | Alvin and the Chipmunks: The Squeakquel | Eleanor Miller (voz)                   |                                                |
| 2010 | The Secret World of Arrietty            | Homily (voz)                           | Dublagem americana                             |
| 2010 | Freak Dance                             | Lillian                                |                                                |
| 2011 | Fight for Your Right Revisited          | Café Patrono                           | Curta-metragem                                 |
| 2011 | Hoodwinked Too! Hood vs. Evil           | Gretel (voz)                           |                                                |
| 2011 | Alvin and the Chipmunks: Chipwrecked    | Eleanor Miller (voz)                   |                                                |
| 2013 | A.C.O.D.                                | Sondra                                 |                                                |
| 2013 | Are You Here                            | Terry Coulter                          |                                                |
| 2013 | Free Birds                              | Jenny (voz)                            |                                                |
| 2013 | Anchorman 2: The Legend Continues       | Repórter da Entertainment News         | Cameo                                          |
| 2014 | They Came Together                      | Molly                                  |                                                |
| 2015 | Inside Out                              | Alegria (voz)                          | Também escreveu diálogos adicionais            |
| 2015 | Riley's First Date?                     | Alegria (voz)                          | Curta-metragem                                 |
| 2015 | A Very Murray Christmas                 | Liz                                    |                                                |
| 2015 | Sisters                                 | Maura Ellis                            | Também produtora executiva                     |
| 2017 | The House                               | Kate Johansen                          |                                                |
| 2019 | Wine Country                            | Abby                                   | Também diretora, história, produtora executiva |
| 2021 | Moxie                                   | Lisa                                   | Também diretora e produtora                    |
| 2023 | First Time Female Director              | Meg                                    | Também produtora                               |
| 2024 | Inside Out 2                            | Alegria                                |                                                |

### Atriz
| Ano             | Título                                      | Papel                                            | Notas                                                               |
| --------------- | ------------------------------------------- | ------------------------------------------------ | ------------------------------------------------------------------- |
| 1996            | Escape from It's a Wonderful Life           | Mary Hatch (voz)                                 | Especial de televisão                                               |
| 1997            | Apartment 2F                                | Amy                                              | 2 episódios                                                         |
| 1998            | Spin City                                   | Susan                                            | Episódio: "Single White Male"                                       |
| 1998            | Late Night with Conan O'Brien               | Stacy Richter / vários papéis                    | Segmento semanal                                                    |
| 1998–2000       | Upright Citizens Brigade                    | Colby / vários papéis                            | 30 episódios                                                        |
| 2001–2008       | Saturday Night Live                         | Vários papeis                                    | 142 episódios                                                       |
| 2001            | Late Friday                                 |                                                  | 1 episódio                                                          |
| 2001–2002       | Undeclared                                  | Hillary                                          | 3 episódios                                                         |
| 2004–2005       | Arrested Development                        | Esposa de Gob                                    | 5 episódios                                                         |
| 2005            | SpongeBob SquarePants                       | Gramma (voz)                                     | Episódio: "Have You Seen This Snail?"                               |
| 2005, 2014      | The Simpsons                                | Jenda (voz)                                      | 3 episódios                                                         |
| 2006            | O'Grady                                     | Wendy (voz)                                      | Episódio: "Frenched"                                                |
| 2006            | Wonder Showzen                              | Senhorita Mary                                   | 2 episódios                                                         |
| 2008–2009       | Saturday Night Live Weekend Update Thursday | Ela mesma                                        | 5 episódios                                                         |
| 2008–2011       | The Mighty B!                               | Bessie Higgenbottom                              | 40 episódios; papel principal                                       |
| 2009–2015, 2020 | Parks and Recreation                        | Leslie Knope                                     | 126 episódios                                                       |
| 2010            | Saturday Night Live                         | Ela mesma (anfitriã)                             | Episódio: "Amy Poehler/Katy Perry"                                  |
| 2010            | Sesame Street                               | Ela mesma                                        | Episódio: "The Camouflage Challenge"                                |
| 2012            | Napoleon Dynamite                           | Misty (voz)                                      | Episódio: "Thundercone"                                             |
| 2012            | 30 Rock                                     | Liz Lemon (jovem)                                | Episódio: "Live from Studio 6H"                                     |
| 2012            | Comedy Bang! Bang!                          | Ela mesma                                        | Episódio: "Amy Poehler Wears A Black Jacket & Grey Pants"           |
| 2012            | Louie                                       | Debbie                                           | Episódio: "New Year's Eve"                                          |
| 2013            | 70th Golden Globe Awards                    | Ela mesma (co-anfitriã)                          | Especial de televisão                                               |
| 2013            | The Greatest Event in Television History    | Jennifer Hart                                    | Episódio: "Hart to Hart"                                            |
| 2014            | 71st Golden Globe Awards                    | Ela mesma (co-anfitriã)                          | Especial de televisão                                               |
| 2014            | Broad City                                  | Cheryl                                           | Episódio: "The Last Supper"                                         |
| 2014–2015       | Welcome to Sweden                           | Amy Poehler                                      | 8 episódios                                                         |
| 2014–2015       | The Awesomes                                | Jaclyn Stone (voz)                               | 9 episódios                                                         |
| 2014–2015       | Kroll Show                                  | Winnie                                           | 3 episódios                                                         |
| 2015            | 72nd Golden Globe Awards                    | Ela mesma (co-anfitriã)                          | Especial de televisão                                               |
| 2015            | Wet Hot American Summer: First Day of Camp  | Susie                                            | 7 episódios                                                         |
| 2015            | Saturday Night Live                         | Ela mesma (co-anfitriã)                          | Episódio: "Tina Fey e Amy Poehler/Bruce Springsteen"                |
| 2015–2017       | The UCB Show                                | Ela mesma (anfitriã)                             | 16 episódios                                                        |
| 2016            | Maya & Marty                                | Ela mesma                                        | Episódio: "Will Forte, Amy Poehler e Jerry Seinfeld"                |
| 2016            | Comedy Central Roast of Rob Lowe            | Ela mesma                                        | Especial de televisão                                               |
| 2017            | Wet Hot American Summer: Ten Years Later    | Susie                                            | 6 episódios                                                         |
| 2017            | Difficult People                            | Flute                                            | Episódio: "The Silkwood"                                            |
| 2017            | SMILF                                       | Narradora                                        | Episódio: "Chocolate Pudding & a Cooler of Gatorade"; não-creditada |
| 2018–2021       | Making It                                   | Ela mesma (co-anfitriã)                          | 22 episódios                                                        |
| 2020–2022       | Duncanville                                 | Duncan Harris / Annie Harris / Ela mesma (vozes) | 39 episódios                                                        |
| 2021            | 78th Golden Globe Awards                    | Ela mesma (co-anfitriã)                          | Especial de televisão                                               |
| 2022            | Norman Lear: 100 Years of Music & Laughter  | Ela mesma                                        | Especial de televisão                                               |
| 2022            | Chicago Party Aunt                          | Amanda (voz)                                     | Episódio: "Doppel Änger"                                            |
| 2022–2023       | Baking It                                   | Ela mesma (anfitriã)                             | 6 episódios                                                         |
| 2023            | Saturday Night Live                         | Ela mesma (convidada) / Leslie Knope             | Episódio: "Aubrey Plaza/Sam Smith"                                  |
| 2024            | Dream Productions                           | Alegria (voz)                                    | 4 episódios                                                         |

### Escritora
| Ano       | Título                            | Notas                 |
| --------- | --------------------------------- | --------------------- |
| 1996      | Escape from It's a Wonderful Life | Especial de televisão |
| 1998–2000 | Upright Citizens Brigade          | Criadora              |
| 2004      | Soundtracks Live                  | Piloto; criadora      |
| 2005      | ASSSSCAT Improv                   | Especial de televisão |
| 2008–2011 | The Mighty B!                     | Co-criadora           |
| 2010–2015 | Parks and Recreation              | Série regular         |
| 2013      | 71st Golden Globe Awards          | Conteúdo especial     |
| 2014      | 72nd Golden Globe Awards          | Conteúdo especial     |
| 2014      | Old Soul                          | Piloto; criadora      |
| 2015      | 73rd Golden Globe Awards          | Conteúdo especial     |
| 2015–2017 | The UCB Show                      | Criadora              |
| 2019–2022 | Russian Doll                      | Co-criadora           |
| 2020–2022 | Duncanville                       | Co-criadora           |

### Produtora executiva
| Ano       | Título                               | Notas                 |
| --------- | ------------------------------------ | --------------------- |
| 2005      | ASSSSCAT Improv                      | Especial de televisão |
| 2008–2011 | The Mighty B!                        |                       |
| 2009–2015 | Parks and Recreation                 | Produtora             |
| 2012–2022 | Smart Girls at the Party             | Websérie              |
| 2014      | Old Soul                             | Piloto                |
| 2014–2015 | Welcome to Sweden                    |                       |
| 2014–2019 | Broad City                           |                       |
| 2015–2017 | Difficult People                     |                       |
| 2015–2017 | The UCB Show                         |                       |
| 2016      | Dumb Prince                          | Piloto                |
| 2016      | Andy Richter's Home for the Holidays | Especial de televisão |
| 2018–2021 | Making It                            |                       |
| 2018      | I Feel Bad                           |                       |
| 2019–2022 | Russian Doll                         |                       |
| 2020–2022 | Duncanville                          |                       |
| 2020–2022 | Three Busy Debras                    |                       |

### Diretora
| Ano       | Título               | Notas                       |
| --------- | -------------------- | --------------------------- |
| 2012–2015 | Parks and Recreation | 3 episódios                 |
| 2014      | Broad City           | Episódio: "The Last Supper" |
| 2016      | Dumb Prince          | Piloto                      |
| 2019      | Wine Country         |                             |
| 2021      | Moxie                |                             |
| 2022      | Lucy and Desi        |                             |